# Vardøya

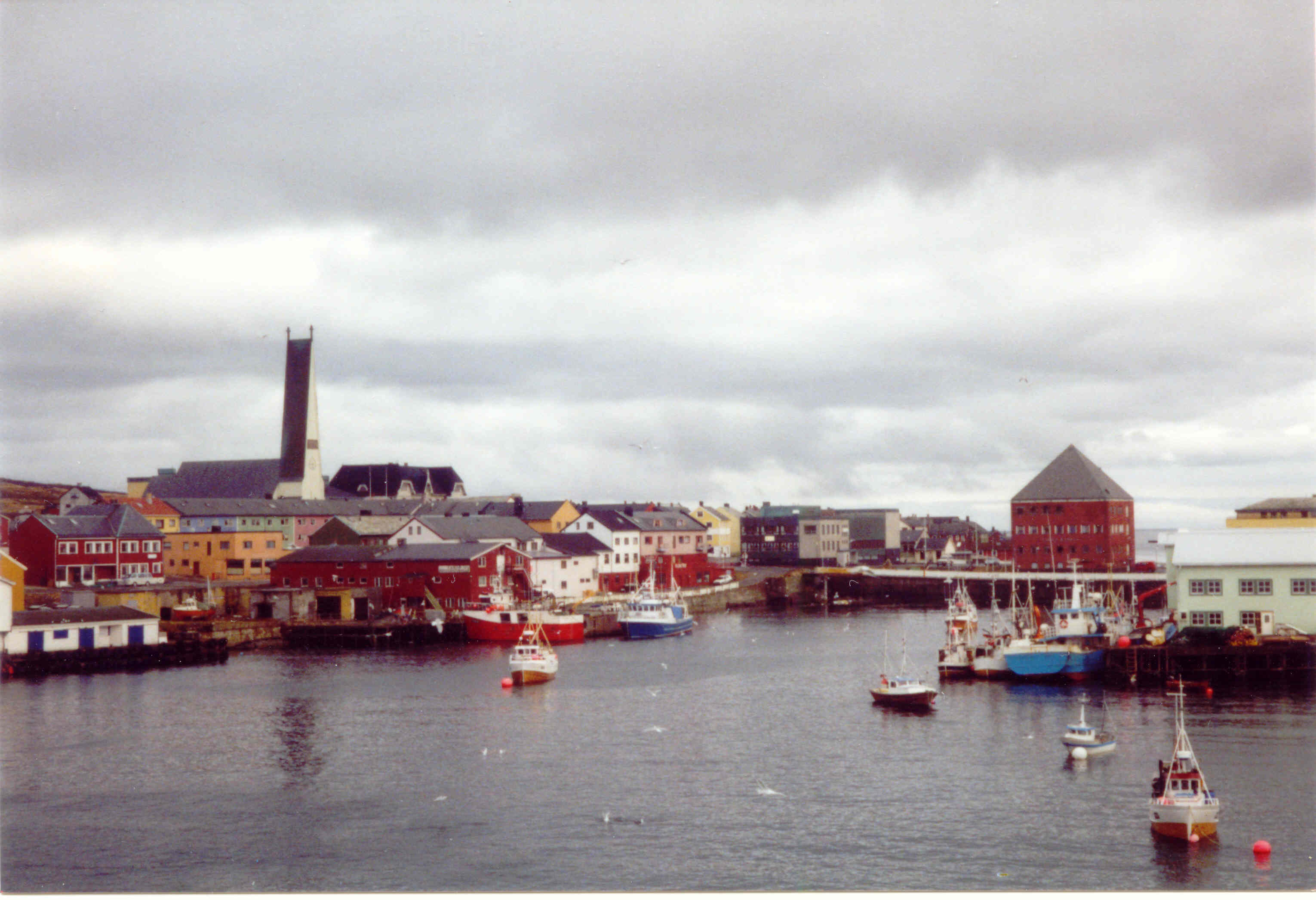
Widok na położone na wyspie miasto Vardø

Vardøya – wyspa na Morzu Barentsa o powierzchni 3,7 km², położona około 1,5 km na wschód od półwyspu Varanger, w północnej Norwegii, w okręgu (fylke) Finnmark, w gminie Vardø. Jest połączona ze stałym lądem tunelem podwodnym pod cieśniną Bussesundet. Tunel jest częścią trasy E75.
Vardøya była pierwotnie dwoma odrębnymi wyspami oddzielonymi od siebie cieśniną. W średniowieczu mieszkańcy usypali wąski, stumetrowej długości przesmyk (nazywany Valen), który połączył obie części wyspy. Pomiędzy nimi wybudowano port i osadę Vardø. Położona na wschód od przesmyku mniejsza część wyspy nosi nazwę Austøya, zaś wyspa zachodnia to Vestøya. Najwyższym wzniesieniem jest położony na Austøi Vårberget (około 60 m n.p.m.), na którym znajduje się wojskowa stacja radiolokacyjna.